# KkStB 24 sorozatú szerkocsi
A kkStB 24 szerkocsi sorozat egy szerkocsitípus volt a k. k. Staatsbahnen-nél, melyek eredetileg az SNDVB-től (ÖNWB) származtak.
Az SNDVB ezeket a szerkocsikat 1872-től 1875-ig vásárolta Ringhoffer-től Prága-Smichov-ból és a Floridsdorfi Mozdonygyár-tól. Hasonlóan a többi azonos üres tömegű szerkocsihoz, a 11 sorozatba lettek sorolva.
Az államosítás után a kkStB a 24 szerkocsi sorozatába osztotta őket. A 133 sorozatú (ex ÖNWB IVa és IVb) mozdonyokhoz voltak kapcsolva.

## Fordítás
- Ez a szócikk részben vagy egészben  a   kkStB Tenderreihe 24 című német Wikipédia-szócikk fordításán alapul.  Az eredeti cikk szerkesztőit annak laptörténete sorolja fel. Ez a jelzés csupán a megfogalmazás eredetét és a szerzői jogokat jelzi, nem szolgál a cikkben szereplő információk forrásmegjelöléseként.